# 福山藩の砂留
福山藩の砂留（ふくやまはんのすなどめ）は、江戸時代に福山藩が藩内の備後地方、現在の広島県福山市に普請した砂防堰堤である。
元禄13年（1700年）から普請が始まったとしている。主目的は農地保全つまり下流側の農地・民家・ため池を土砂災害から守るため、場所によってはその近くに城下町・宿場町・寺社・街道があるためそれらの保護とも推定されている。
江戸期に造られ現存する砂防堰堤は、日本国内において特にこの地域に多く、増築・嵩上を続けて現在でも多数が砂防堰堤として機能している。ただし当時の記録資料自体が少ないため不明な点も多く、全体でいくつ造られたかわかっていない。近代に入り欧州からの技術導入により日本国内に砂防堰堤が造られたものの、福山の砂留はそれらとは完全に別の技術史を歩んでいる。

## 背景

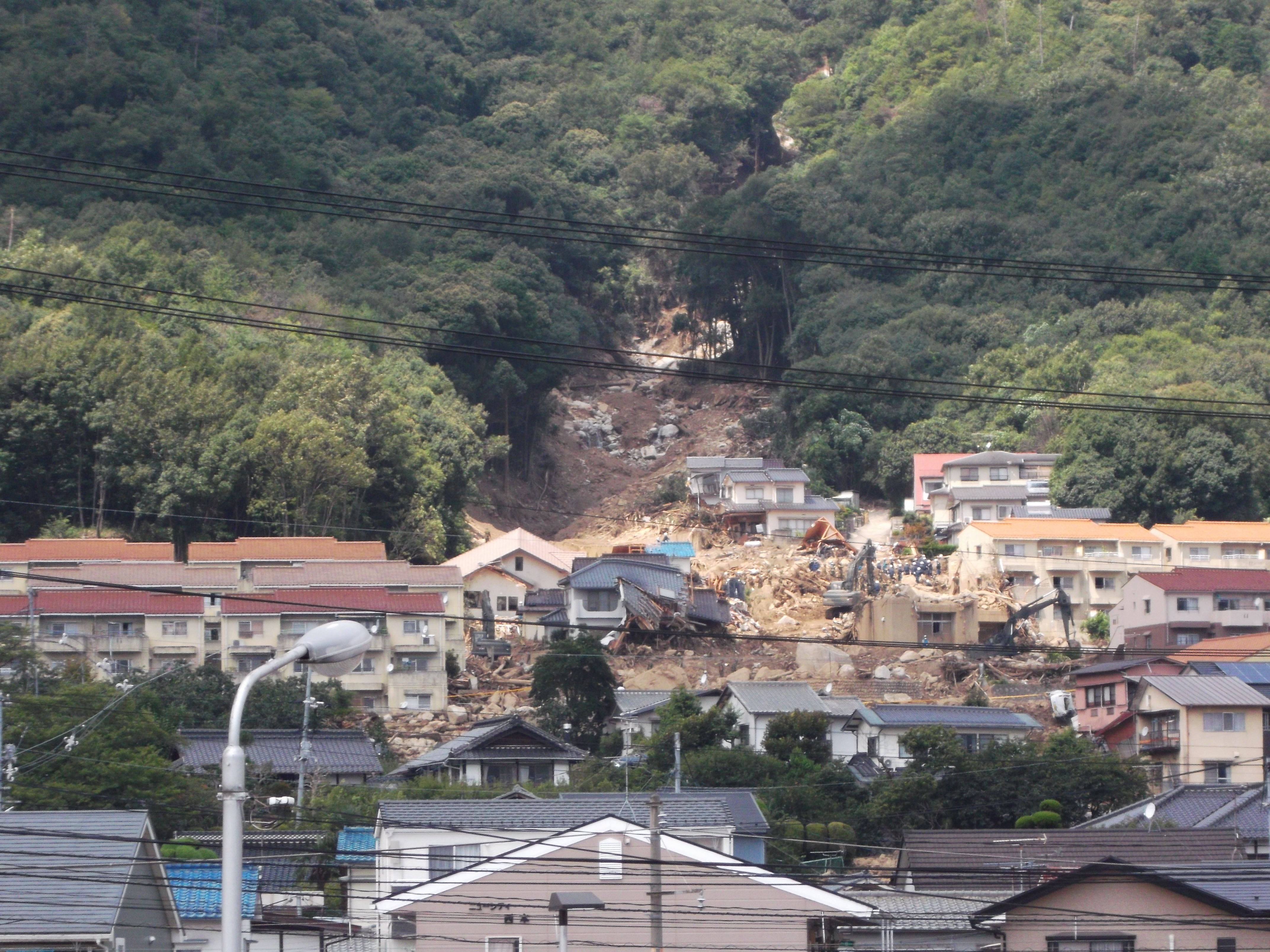
マサ土による土砂災害例（2014年広島市）

### 地理
備後地方は中国地方のほぼ中央に位置し、広島県内の東側を占める。福山市は県南部瀬戸内海沿岸に位置し一級河川芦田川中下流部の福山平野の上に形成された街である。県最大の穀倉地帯でもある。気候は瀬戸内海式気候で梅雨台風を除けば降水量は少なく温暖な気候が続く。
芦田川は流域のほとんどを花崗岩で占められ、下流は風化した花崗岩が堆積して沖積平野を形成した。この風化した花崗岩が堆積したものを西日本では特に「マサ土」と呼ばれる。この土は崩れやすく、降雨の際には流出し河川下流域河底に堆積したりあるいは土砂災害となっていった。なお広島県は、瀬戸内海式気候であるため花崗岩の風化が進行しやすく、平野部が少なく山裾ぎりぎりまで都市化が進んでいることから、「日本一土砂災害危険箇所が多い県」である。
古代および中世におけるこの地の中心は芦田川中流域であり、下流域は散村が点在していた。古代から中世山陽道は備中（岡山県）の井原から神辺（備後国分寺）－府中（備後国府）を経て三原にいたるルートであった。江戸時代に入ると安芸・備後両方を治めた福島正則は慶長7年（1602年）神辺と三原の間に今津宿（現福山市今津町）を設け近世山陽道（西国街道）を沿岸部に移した。また江戸時代初期には幕府直轄となった石見銀山から当時比較的安全だった陸路を用いて瀬戸内海側へ銀を運ぶため、大久保長安によって石州銀山道（石州街道）が整備された。いつ整備されたか正確な記録はなく、1607年から08年頃以降とも言われている。

### 福山藩
幕府は正則を改易した後、この地を西日本の外様大名への防衛拠点“西国の鎮衛”として譜代大名を置くことにし、元和5年（1619年）水野勝成が入封し福山藩が興る。当時幕府は一国一城令の下で築城に厳しい制限を設けていたが、こうしたことから勝成に関しては石高に対して破格の規模の福山城築城が許可された。勝成は芦田川下流域に福山城下町を整備、藩運営のため治水・利水整備および産業育成を推進した。日本三大旧上水道の1つ福山旧水道や、備後三大ため池の瀬戸池・春日池・服部大池が造られたのはこの頃である。
水野氏は無嗣により5代で断絶、天領・松平忠雅藩政を経て、宝永7年（1710年）から阿部氏が幕末まで統治した。阿部氏は正福が大坂城代を務めたのを初めとして、老中4人（正右・正倫・正精・正弘）輩出している。こうしたことから阿部氏藩主は1,000人もの家臣団とともにほぼ江戸にいたため出費がかさみ、阿部氏時代の福山藩は慢性的な財政難であった。
領民側から見ると、水野氏時代は勝成から続いた領民重視の“善政”であったが、天領時の検地（元禄検地）での厳しい査定の結果重い年貢負担が幕末まで続き、阿部氏時代は老中就任に絡んで更なる増税が課せられた。そのため阿部氏時代の民は不作が続くと年貢減免を要求して百姓一揆を頻繁に起こしていた。

## 歴史

### 山川掟
江戸初期、太平の世となり、町の開発が進み商品経済が発達していった。燃料・建材・肥料・灯火材・薬剤などとして木材が文字通り根こそぎ伐採され、はげ山が目立つようになった。他藩では江戸初期に独自に山林開発を取り締まる令、例えば岡山藩は寛文19年（1642年）和歌山藩は正保2年（1646年）津藩は慶安元年（1647年）に御触をだしている。
4代将軍徳川家綱時代の寛文6年（1666年）、幕府は治水を目的として森林開発を制限する「諸国山川掟」を発布した。現在、この掟は当時の環境保護対策法としては先進的なものであったと高く評価される。一方で、全国的なものではなく関西の淀川・大和川流域に限定したものであったため、そこまで評価できないとするものもいる。
5代将軍徳川綱吉時代の天和3年（1683年）淀川の視察命令を受けた河村瑞賢は土砂流出対策を幕府に進言、貞享元年（1684年）2月淀川治水工事着工、同年3月幕府は「再度山川掟」を布達、同年8月幕府は「淀川・大和川・落合川上之山々開畑・山畑の停止令」布達、同年京都町奉行所内に土砂留奉行を設置する。この一連の中で土砂流出対策として植栽と土砂留の整備が考え出された。当時の砂留は小規模な応急処置的なもので抜本的な解決に至らなかった。
この頃、諸藩でも土砂留普請が始まった。

### 構想

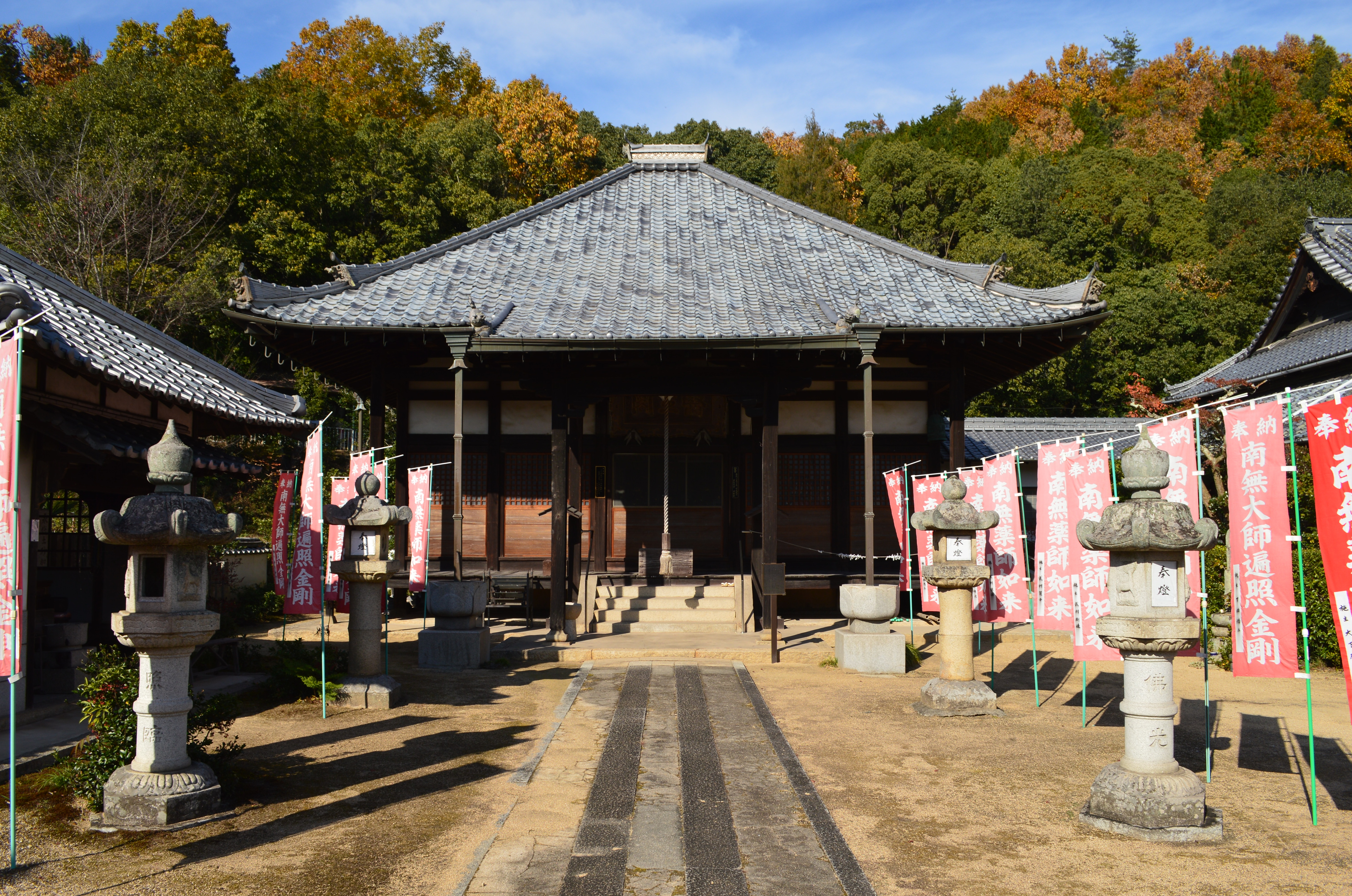
備後国分寺。元禄7年（1694年）再建時に現在地へ移された。

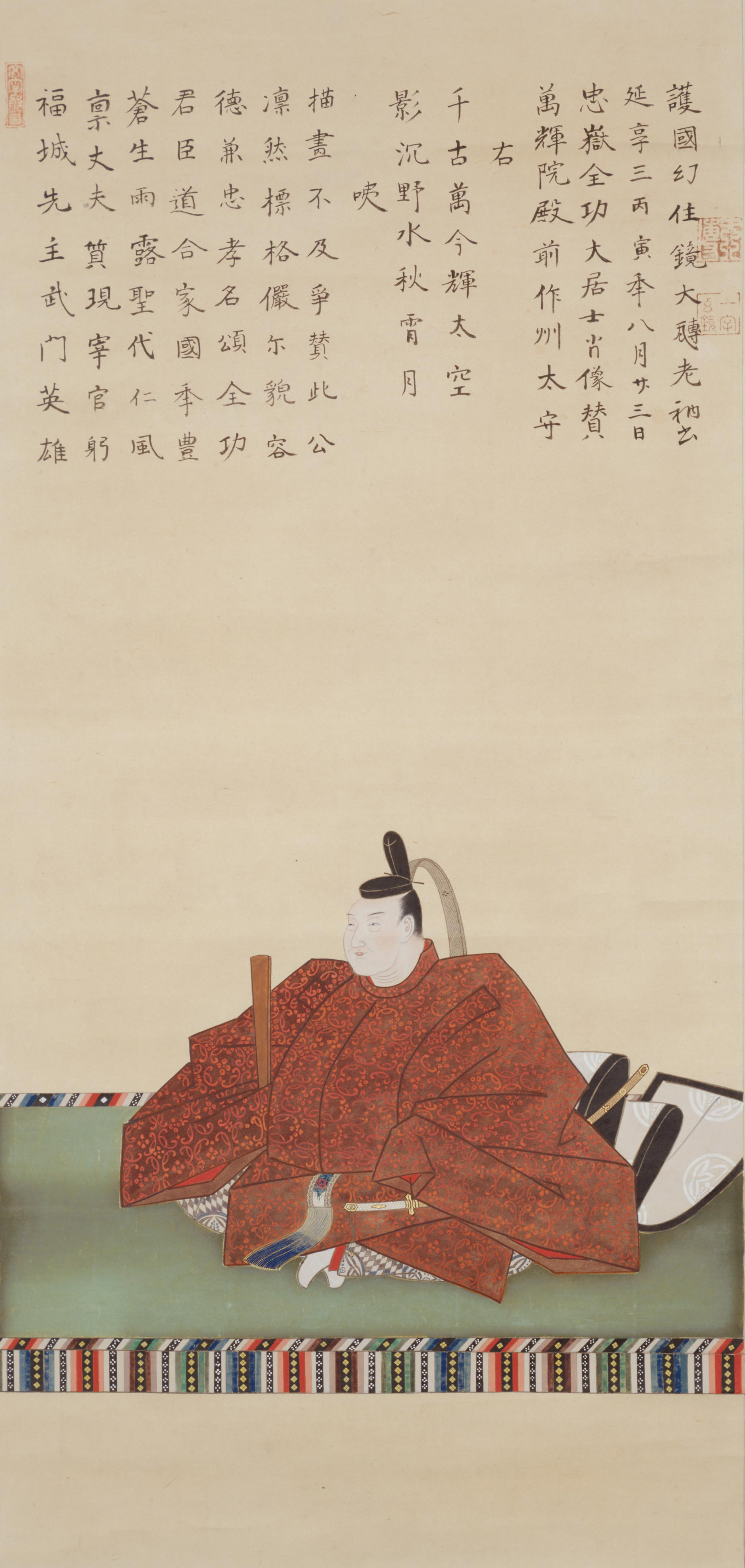
水野勝種

福山藩水野氏2代藩主水野勝俊は父・勝成の事業を引き継いて藩運営に尽力し、そして当時としては過剰なほどの領民思いの名君であった。福山藩最古の土砂災害の記録はこの時代であり、寛永18年（1641年）藩内で台風に伴う鉄砲水によって土砂災害が発生すると勝俊は家老に宛ててこれを憂いた文を書いている。
水野氏3代藩主水野勝貞時代の万治3年（1660年）から松永の干拓が始まり4代藩主水野勝種時代の寛文7年（1667年）松永塩田で塩つくりが始まる。寛文12年（1672年）西廻海運が開発されると交易品として大量の塩が取引されるようになり、藩内では製塩の熱源として薪が大量に消費され木々は伐採されていった。
延宝元年（1673年）西国街道と石州街道の交点付近を流れる堂々川で梅雨洪水により土石流が発生、下流の民家・田畑そして備後国分寺を押し流し、当時周辺住民150人弱のうち63人もの死者をだした。勝種によって元禄7年（1694年）国分寺は再建されている。更に農業政策に重点を置いていた勝種は再度山川掟を根拠としてこの時期に藩内での砂留普請を構想していたと考えられており、元禄10年（1697年）あるいは水野勝岑が藩主となった元禄11年（1698年）から堂々川で砂留普請を実施しようとしたが長らく着工しなかったとする記録が残っている。
なお同元禄11年（1698年）勝岑は死去し水野氏は無嗣断絶、天領となった。

### 普請開始年
元禄13年（1700年）天領時代に元禄検地が行われ、その検地帳の1つ『備後国安那郡下御領村御検地水帳』に以下の記載がある。
“とうとう”とは堂々川のことで、“砂畑”とはあまり収穫の見込めそうもない砂地の畑のこと、つまり堂々川周辺に3箇所の砂地の畑があったという記録である。これは“とうとう砂畑”が壌質の悪い小さな耕地であっても石高の対象として計上されるほど畑として整備されていたことを意味し、そこから砂留の背後地を畑の一部として用いていた可能性が高いと考えられている。

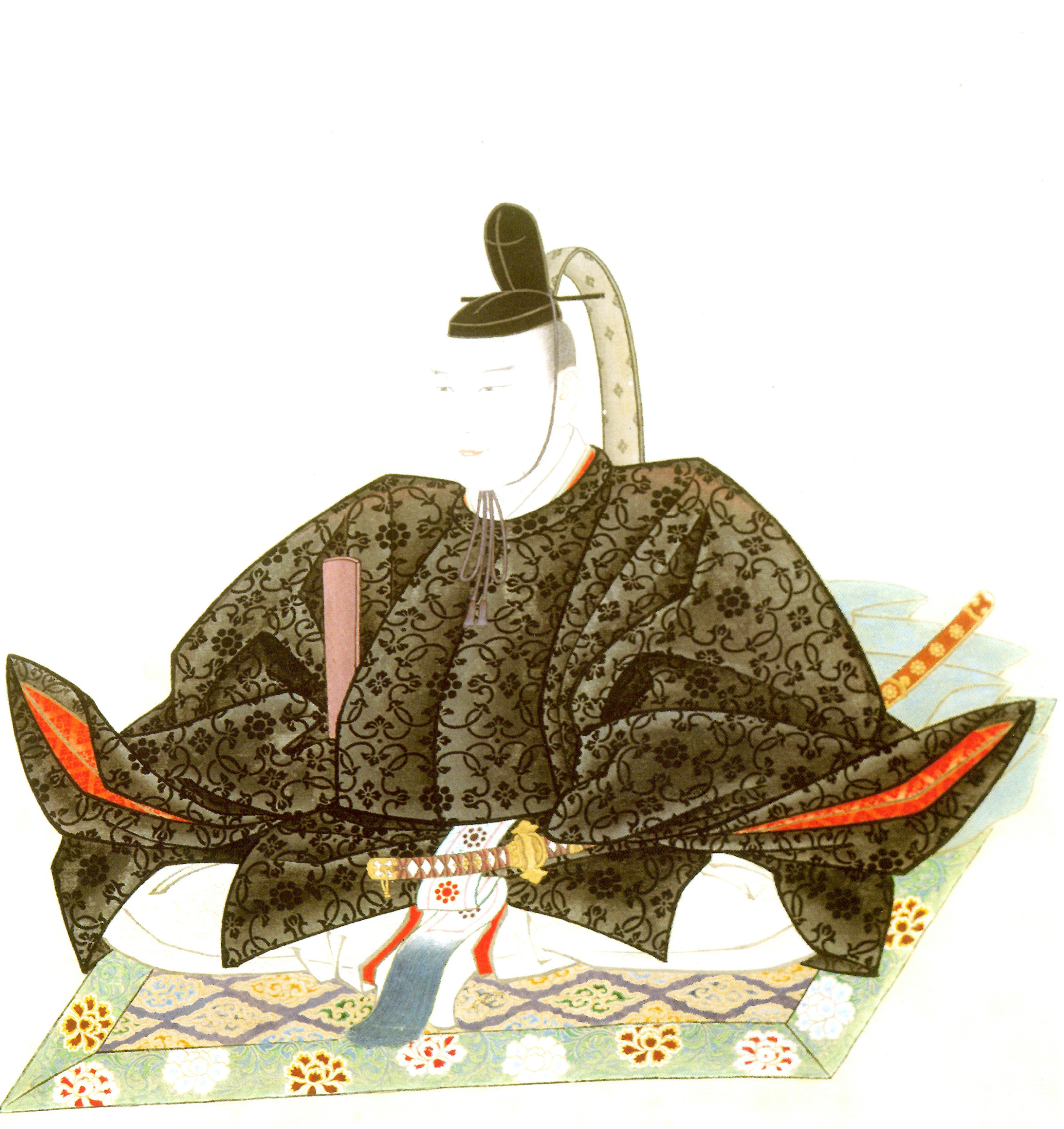
松平忠雅

以上より砂留に関して現在発見されている史料で見ると、1698年までに普請計画が立てられたが着工しなかったこと、推定ではあるが1700年より前に普請されていたことになる。現在、日本の砂防史では1700年を福山の砂留普請が始まった年としている。
同元禄13年（1700年）福山藩に松平忠雅が入封する。忠雅時代の元禄17年（1704年）藩は独自の「山方取締の令」を布達している。

### 本格化

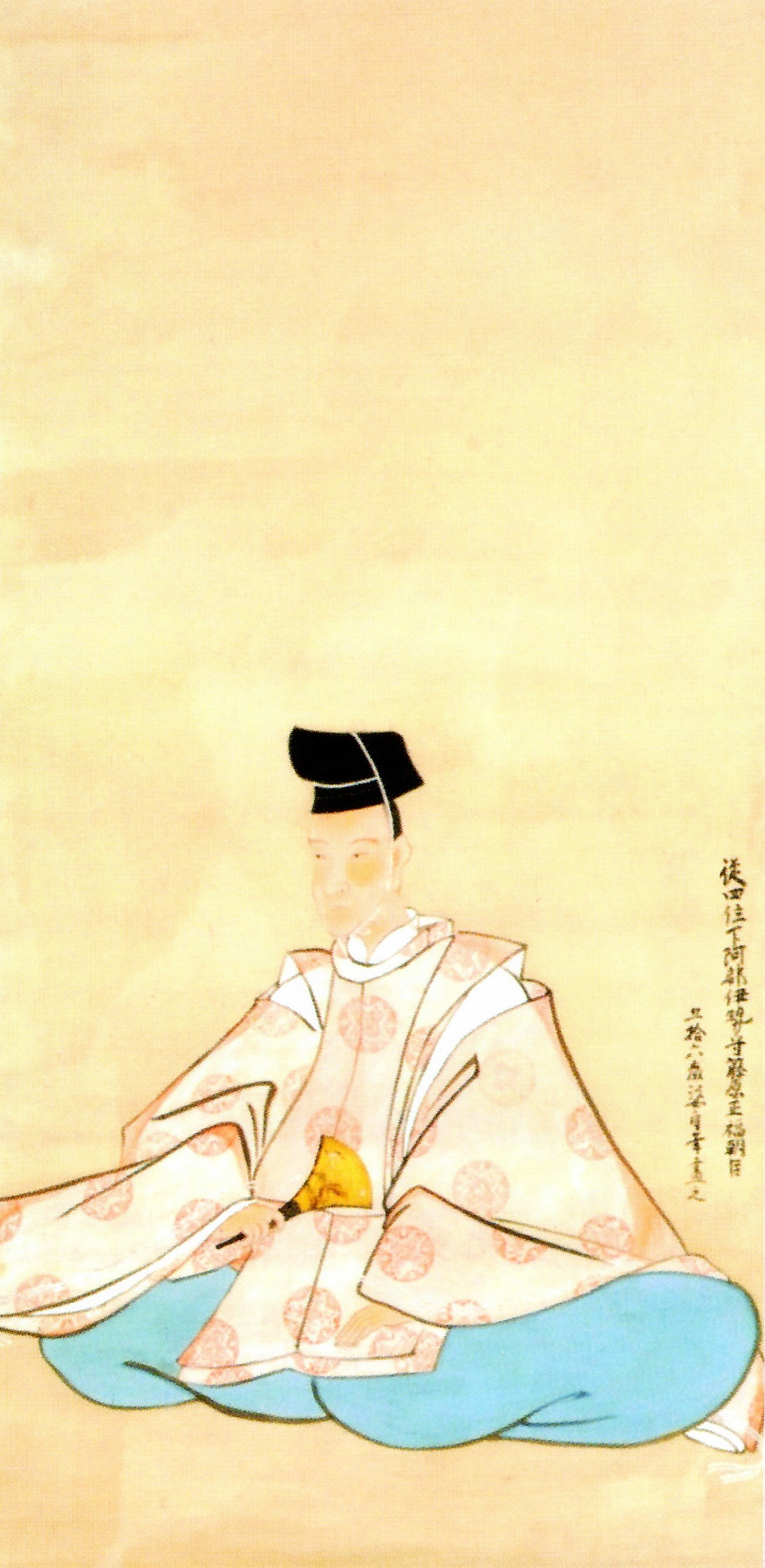
阿部正福

宝永7年（1710年）阿部正邦が入封、福山藩を掌握し藩制再整備を務めたが半ばで死去、正徳5年（1715年）から阿部正福が藩主となる。享保2年（1717年）福山藩史上初めて全藩にわたる百姓一揆が起こり、正福は農村再建に乗り出した。この年貢減免一揆を起こし結束した農民たちが農地保全を藩に懇願し、藩は農村再建政策の一環としてそれに答えたことにより、藩内に砂留普請が本格化していったと考えられている。ただし通説では、享保4年（1719年）鞆での朝鮮通信使接待、享保6年（1721年）芦田川の氾濫、享保17年（1732年）享保の大飢饉、寛保2年（1742年）利根川氾濫による修復手伝い普請、と藩財政を揺るがす任務・事件が立て続けに起こったため、正福の農村再建はなかなか進まなかったと見られている。なお福山藩の砂留普請が本格化していったこの1700年代前半の将軍は、享保の改革を行った8代将軍徳川吉宗である。
『東中條村明細帳（控）』によると享保19年（1734年）時点で同村内に17基の砂留があったという。『西中條村誌』では元文3年（1738年）時点で同村内に12基の砂留があったという。『國頭家文書』では宝暦14年（1764年）福田（別所）に13基の砂留があったという。『松永市本郷町誌』には天明7年（1787年）松永本郷銅山の下流側に本郷砂留があったと記載されている。文化9年（1812年）『山手村絵図』では2基の存在が確認できる。文政7年（1824年）頃福山藩藩士小田茂八が書いた『増補御普請手控』には藩による普請の歩掛に河川・溜池・干拓に加えて砂留石垣が記載されており、これは砂留普請が藩の事業であったことを裏付ける史料である。

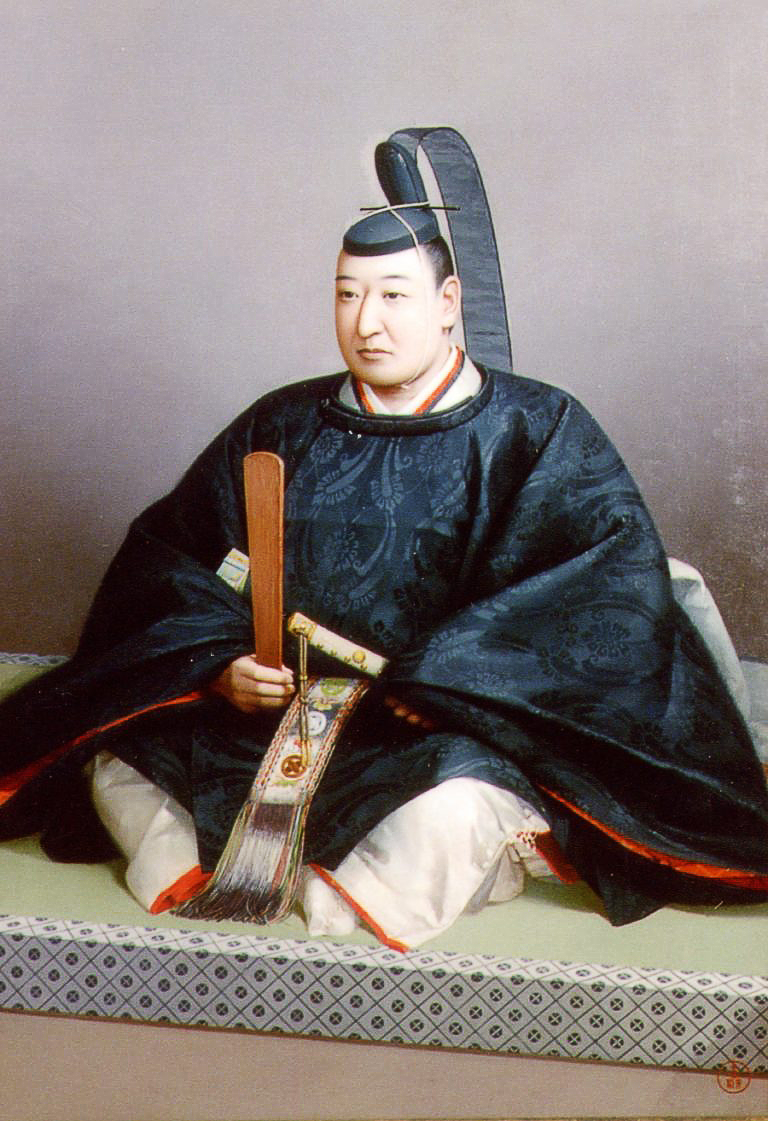
阿部正弘

阿部氏7代藩主阿部正弘は、天保の改革失敗による政治不安・安政の改革・黒船来航・日米和親条約と続いた幕末の時期に老中首座であった人物である。通説では正弘は藩校誠之館を設立し人材育成に尽力したことなど藩政にも意欲的であったものの、藩は財政難で更に幕末の動乱期に幕閣を担ったため年々藩政に時間を割けなくなったとされている。ただ福山の砂留の歴史に限定すると現存する史料にも表れているように（下記年表参照）、正弘は歴代藩主の中でも特に農民からの要求を聞き入れ砂留普請を推進したと見られている。
いくつもの砂留が造られたが江戸期ではこうした対策は実らなかったと考えられている。毎年河床浚渫のため夫役が課せられていたという。明治15年（1882年）に書かれた『西中條村誌』にはよみ人しらずの句が書かれている。

### 砂防として確立
明治30年（1897年）砂防法施行に伴い山地そのものの防護を重視し、明治35年（1902年）からの積苗工・谷留石積などの山腹工事、加えて新たな砂防堰堤が施工された。こうして、江戸時代の砂留と近代以降の砂防施策が複合的に機能することでこの地域の土砂災害対策が実現した。
なお日本の土木史ではこの時期、お雇い外国人のジョージ・アーノルド・エッセルやヨハニス・デ・レーケが来日し特にデ・レーケの指導によって、あるいは海外で学んで帰国した田辺義三郎ら日本人技師によって、各地に砂防堰堤が整備されている。例えば、京都府木津川市のデ・レーケ堰堤・滋賀県大津市の鎧ダムおよびオランダ堰堤あたりがそれにあたる。これら近代に海外からの技術導入により作られた砂防堰堤と福山の砂留は構造に共通点があるため、これらの堰堤のルーツは福山の砂留にあるという説もあるが、両者を関連付ける資料は存在していない。それどころか福山の砂留は戦後になるまで砂防学会で全く取り上げられておらずこの地域以外では存在すら知られていなかった。したがって福山の砂留は、中世から続いた日本の石垣積の技術から試行錯誤を繰り返し独自に進化していった砂防堰堤であり、近代において海外からの技術導入によって造られたものとは別の歴史を歩んできた砂防堰堤である。
これら砂留は嵩上・増築しながらも現在立派に機能している。近年でいえば2016年平成28年6月梅雨前線豪雨において備後地方を記録的な豪雨が襲ったが、土砂災害が発生することなく砂防堰堤として機能を果たしている。

### 現状
現存するもので比較的状態のいい砂留は、自治体による整備に加えて地元住民による保全活動によるところが大きい。
堂々川周辺の堂々川砂留群は堂々川ホタル同好会が周辺美化および広報学習活動を行っている。1970年代に広島県による環境整備方針が立てられ、砂防に加えて歴史的文化財としてあるいは学習・レクリエーションの場つまり地域振興として整備が決まり、研究発掘や堂々公園などの周辺整備が行われ、2006年（平成18年）国の登録有形文化財に登録されている。堂々川6番砂留は地元では大砂留の愛称で親しまれ、長らく江戸期の砂留として日本一の規模と言われてきた。
近年では別所砂留が注目されている。この砂留群は史料にはあったが所在がわかっていなかったところに芦田町福田の住民が発見し福田の史跡探訪の会が整備を始め別所砂留を守る会が設立され住民単位で美化活動が行われている。2015年に土木学会選奨土木遺産に選定されている。そのほとんどが江戸時代の形態のままで保存状態もいいこと、そして日本最大級の規模のものが複数存在していることが判明している。
2016年には芦田町上有地で地元住民が古文書を元に大谷砂留を発見している。

## 年表
以下福山藩砂留に関係する明治初期までの年表を示す。下記表記の内、『潼々谷餘滴』は明治時代に堂々川周辺の村民同士が争った境界確定訴訟の記録。『三谷家文書』は現在の山手町の豪農、『國頭家文書』は現在の芦田町の豪農が所有していた文書。※は老中を務めた藩主。
| 西暦 | 和暦   | 事項                                                                                                 | 資料                                         | 藩主         | 将軍 |
| ---- | ------ | --- | -------------------------------------------- | ------------ | ---- |
| 1622 | 元和8  | 福山城築城                                                                                           | -                                            | 水野勝成     | 秀忠 |
| 1641 | 寛永18 | 台風に伴う鉄砲水によって土砂災害発生、勝俊憂う                                                       | （元ソース不明）                             | 水野勝俊     | 家光 |
| 1666 | 寛文6  | 幕府、諸国山川掟布達                                                                                 | -                                            | 水野勝種     | 家綱 |
| 1667 | 寛文7  | 松永塩田で製塩始まる                                                                                 | [ 22 ]                                       | 水野勝種     | 家綱 |
| 1673 | 延宝元 | 堂々川氾濫、国分寺流出、62人死亡                                                                     | 快範記                                       | 水野勝種     | 家綱 |
| 1675 | 延宝3  | 勝種、新開築調すすめる（砂留普請動機と推定）                                                         | [ 22 ]                                       | 水野勝種     | 家綱 |
| 1684 | 貞享元 | 幕府、再度山川掟布達                                                                                 | [ 24 ]                                       | 水野勝種     | 綱吉 |
| 1697 | 元禄10 | 東中條村で砂留普請実施計画                                                                           | 東中條村明細帳                               | 水野勝種     | 綱吉 |
| 1698 | 元禄11 | 東中條村で砂留普請実施計画                                                                           | 東中條村明細帳                               | 水野勝岑     | 綱吉 |
| 1700 | 元禄13 | 「とうとう砂畑3ヶ所」（堂々川に小砂留の存在を推定）                                                  | 下御領御検地水帳                             | （天領）     | 綱吉 |
| 1704 | 元禄17 | 福山藩、山方取締の令発布                                                                             | 岡本家文書                                   | 松平忠雅     | 綱吉 |
| 1711 | 宝永8  | 綱木砂留                                                                                             | 備陽六郡誌                                   | 阿部正邦     | 家宣 |
| 1713 | 正徳3  | 幕府、持山伐採禁止令発布                                                                             | [ 50 ]                                       | 阿部正邦     | 家継 |
| 1717 | 享保2  | 福山藩初の全藩にわたる農民一揆                                                                       | [ 35 ]                                       | 阿部正福     | 吉宗 |
| 1721 | 享保6  | 旧阿部領六郡費にて大原池・淀ガ池築造                                                                 | 湯野村普請場所箇所附（潼々谷餘滴）           | 阿部正福     | 吉宗 |
| 1722 | 享保7  | 東中條村で砂留普請の動き                                                                             | 東中條村明細帳                               | 阿部正福     | 吉宗 |
| 1722 | 享保7  | 福田村別所砂留工事中の記録                                                                           | [ 51 ]                                       | 阿部正福     | 吉宗 |
| 1732 | 享保17 | 鳶ヶ迫池築造および鳶ヶ迫砂留普請、のち破損                                                           | 仕手形之事湯野村（潼々谷餘滴）               | 阿部正福     | 吉宗 |
| 1734 | 享保19 | 東中條村に砂留17・石川堰18の記録                                                                     | 東中條村明細帳                               | 阿部正福     | 吉宗 |
| 1738 | 元文3  | 「元文3年迄は12の砂留ありしか星移り物換り或は埋没 或は新築ありて方今のものとは位置形容天淵の差あり」 | 西中條村誌                                   | 阿部正福     | 吉宗 |
| 1738 | 元文3  | 深水古砂留普請（実際には少し前）                                                                     | 西中條村誌                                   | 阿部正福     | 吉宗 |
| 1753 | 宝暦3  | 藩下農民一揆                                                                                         | [ 50 ]                                       | 阿部正右※    | 家重 |
| 1764 | 宝暦14 | 福田村別所砂留あり（実際にはそれ以前から）                                                           | 國頭家文書                                   | 阿部正右※    | 家治 |
| 1765 | 明和2  | 淀ヶ池新池築造                                                                                       | 下御領普請場所箇所付帳                       | 阿部正右※    | 家治 |
| 1770 | 明和7  | 藩下農民一揆                                                                                         | [ 19 ]                                       | 阿部正倫※    | 家治 |
| 1773 | 安永2  | 「砂留とうとう奥3ヶ所、 山王前、尻屋輔、瀬名田それぞれ1ヶ所、天王谷4ヶ所」                           | 下御領普請場所箇所付帳（潼々谷餘滴）         | 阿部正倫※    | 家治 |
| 1773 | 安永2  | 大原池・淀ガ池築造                                                                                   | 下御領普請場所箇所付帳（潼々谷餘滴）         | 阿部正倫※    | 家治 |
| 1786 | 天明6  | 天明の大飢饉に伴い福山藩天明の一揆勃発 正倫老中辞任、藩政立直し                                      | 安部野童子問                                 | 阿部正倫※    | 家治 |
| 1787 | 天明7  | 天明の大飢饉に伴い福山藩天明の一揆勃発 正倫老中辞任、藩政立直し                                      | 安部野童子問                                 | 阿部正倫※    | 家斉 |
| 1787 | 天明7  | 松永本郷銅山に本郷砂留あり                                                                           | 松永市本郷町誌                               | 阿部正倫※    | 家斉 |
| 1812 | 文化9  | 俄谷下砂留あり（実際にはそれ以前から）                                                               | 山手村絵図（三谷家文書）                     | 阿部正精※    | 家斉 |
| 1812 | 文化9  | 俄谷御趣法砂留あり                                                                                   | 山手村絵図（三谷家文書）                     | 阿部正精※    | 家斉 |
| 1824 | 文政7  | 俄谷砂留普請                                                                                         | 小面役目着帳（三谷家文書）                   | 阿部正精※    | 家斉 |
| 1829 | 文政12 | 俄谷砂留下見積もり                                                                                   | 俄谷砂留二番普請下積扣（三谷家文書）         | 阿部正寧     | 家斉 |
| 1831 | 天保2  | 藩下農民一揆                                                                                         | [ 53 ]                                       | 阿部正寧     | 家斉 |
| 1832 | 天保3  | 堂々川3番砂留普請                                                                                    | とうとう砂留御普請人足着帳（潼々谷餘滴）     | 阿部正寧     | 家斉 |
| 1833 | 天保4  | 俄谷御趣法砂留増改築、俄谷下砂留増築                                                                 | 俄谷砂留普請人足着帳等（三谷家文書）         | 阿部正寧     | 家斉 |
| 1835 | 天保6  | 堂々川6番砂留普請                                                                                    | とうとう筋大砂留御普請人足着帳（潼々谷餘滴） | 阿部正寧     | 家斉 |
| 1836 | 天保7  | 凶作・疫病流行                                                                                       | [ 53 ]                                       | 阿部正寧     | 家斉 |
| 1837 | 天保8  | 凶作・疫病流行                                                                                       | [ 53 ]                                       | 阿部正弘※    | 家斉 |
| 1840 | 天保11 | 瀬戸池砂留、三反田池普請                                                                             | 山手村御用状留帳（三谷家文書）               | 阿部正弘※    | 家慶 |
| 1840 | 天保11 | 福田村別所砂留長雨洪水で破損、修復                                                                   | 國頭家文書                                   | 阿部正弘※    | 家慶 |
| 1840 | 天保11 | 願成寺砂留普請                                                                                       | 御用状願書控帳（三谷家文書）                 | 阿部正弘※    | 家慶 |
| 1844 | 弘化元 | 池田池砂留浚渫                                                                                       | 当座日記帳（三谷家文書）                     | 阿部正弘※    | 家慶 |
| 1844 | 弘化元 | 貝谷溜池                                                                                             | 貝谷溜池記入質物流証文                       | 阿部正弘※    | 家慶 |
| 1846 | 弘化3  | 福田村別所砂留修復                                                                                   | 國頭家文書                                   | 阿部正弘※    | 家慶 |
| 1848 | 嘉永元 | 俄谷砂留完成                                                                                         | 当座日記帳（三谷家文書）                     | 阿部正弘※    | 家慶 |
| 1851 | 嘉永4  | 赤坂村鈴谷砂留普請                                                                                   | 御用状願書控帳（三谷家文書）                 | 阿部正弘※    | 家慶 |
| 1854 | 安政元 | 深水砂留普請、福山藩大川趣法金で築造                                                                 | [ 54 ]                                       | 阿部正弘※    | 家定 |
| 1854 | 安政元 | 圭峰砂留普請                                                                                         | 御用状願書控帳（三谷家文書）                 | 阿部正弘※    | 家定 |
| 1856 | 安政3  | 圭峰砂留普請                                                                                         | 西中條村誌                                   | 阿部正弘※    | 家定 |
| 1856 | 安政3  | 福田村別所砂留普請 山手村石築とうとう砂留普請手伝                                                    | 御用状願書控帳（三谷家文書）                 | 阿部正弘※    | 家定 |
| 1864 | 元治元 | 深水砂留増築、三反田池普請                                                                           | 西中條村誌、潼々谷餘滴                       | 阿部正教     | 家茂 |
| 1868 | 明治元 | 戊辰戦争で幕府側についたが福山城を攻撃され降伏                                                       | [ 53 ]                                       | （阿部正方） | 慶喜 |
| 1870 | 明治3  | とうとう谷砂留7ヶ所増改築                                                                            | 潼々谷餘滴                                   | 阿部正桓     | ×    |
| 1871 | 明治4  | 廃藩置県                                                                                             | -                                            | ×            | ×    |
| 1879 | 明治12 | とうとう砂山砂留工事                                                                                 | 潼々谷餘滴                                   | ×            | ×    |
| 1880 | 明治13 | とうとう谷砂留増築                                                                                   | 潼々谷餘滴                                   | ×            | ×    |
| 1882 | 明治15 | 圭峰砂留・貝谷砂留増築                                                                               | 西中條村誌                                   | ×            | ×    |
| 1883 | 明治16 | 深水砂留増築                                                                                         | 西中條村誌                                   | ×            | ×    |
| 1884 | 明治17 | 鳶ヶ迫砂留修築                                                                                       | 潼々谷餘滴                                   | ×            | ×    |
| 1897 | 明治30 | 砂防法施行                                                                                           |                                              | ×            | ×    |
| 1899 | 明治32 | 広島県による堂々谷工事                                                                               | 広島県工事台帳                               | ×            | ×    |

## 構造
福山藩は当初から土木普請が盛んに行われていたことから藩内で石垣の積み方のノウハウが蓄積されてきた。現存する福山の砂留は江戸中期以降に造られたものが何度も土砂災害にあった中で修繕・増築を繰り返しながら独自の構造形態を確立したと考えられている。
平面で見ると全てアーチ状に積まれており、当時から土圧に対してアーチの構造的優位性が知られていた事がわかる。基礎にも大割石を用いている。江戸時代の石垣では水がでる軟弱な地盤の基礎には松材（松杭・松丸太基礎）を用いたものがあるが、福山藩の砂留では使われていない。積み方は布積が多くそしてほとんどに袖部が設けられている。
構造形式は以下の4つに分類されている。ただし、別所砂留・大谷砂留発見前にまとめられたものである。
1.石張り土堰堤（土砂止）形式
緩やかな自然斜面の表面を大割石で張ったのみの形式、つまり床固工である。
この形式で現存するものはすべて川あるいは谷の最下流・市街地側にある。これはその地で災害により土砂が堆積し、次の洪水でその堆積土砂が流出するのを防ぐために応急処置的にこの形式で保護したと考えられている。そして本格的な対策としてこの上流側に貯留機能を持つ砂留が形成された。
2.石塊段積（鎧積）堰堤形式
割栗石で中詰しながら、前面を比較的大きな角割石で1:0.4から1:0.9の勾配で階段状に布積（鎧積）する。背面を比較的緩い勾配で法面整形し、ゆるい場合は石張で補強する。頂面は割栗石をひいた後笠石を張る。断面で見ると台形に近い。
貯留機能を持つ砂留であり、1形式の上流側に本格的な対策として造られたものと考えられている。
なお明治時代にデ・レーケの指導によって造られたデレーケ堰堤・鎧ダム・オランダ堰堤などと同じ形式である。
3.もたれ式石殻擁壁体形式
前面は2形式と同様の鎧積であるが、違いは背面にある。2は前面に対し背面をハの字（台形状）に整形するが、この形式は前面と平行に整形する。
この形式は1形式と2形式の前面を合わせたものと考えられている。まず堆積土砂を整形して1形式を造り流出をとめて、そのままでは剛性に劣るためその補強として割栗石で中詰しながら前面に角割石を鎧積した、と推定されている。
当初はこの形式は存在せず2形式のみと考えられていたが、1996年堂々川三番砂留発掘調査で新たに発見された。
4.石壁（石垣）堰堤形式
裏込めしながら1:0.4から1:1.0の勾配で、適当な高さで小段を設けながら割石を積んていく、ごく一般的な石垣の積み方と同様のものである。この形式だけに限ると積み方は乱積が多い。
2・3形式と比べて剛性に劣ることから応急処置的なものとして、高く積めば積むほど脆弱になることから小規模のものに留まったと考えられている。
2009年に発見・調査研究が進められている別所砂留では、堤体上部に4形式・堤体下部に1形式の複合型が発見されている。ただし発掘調査が行われていない ことから新たな構造形式である可能性もある。

## 砂留

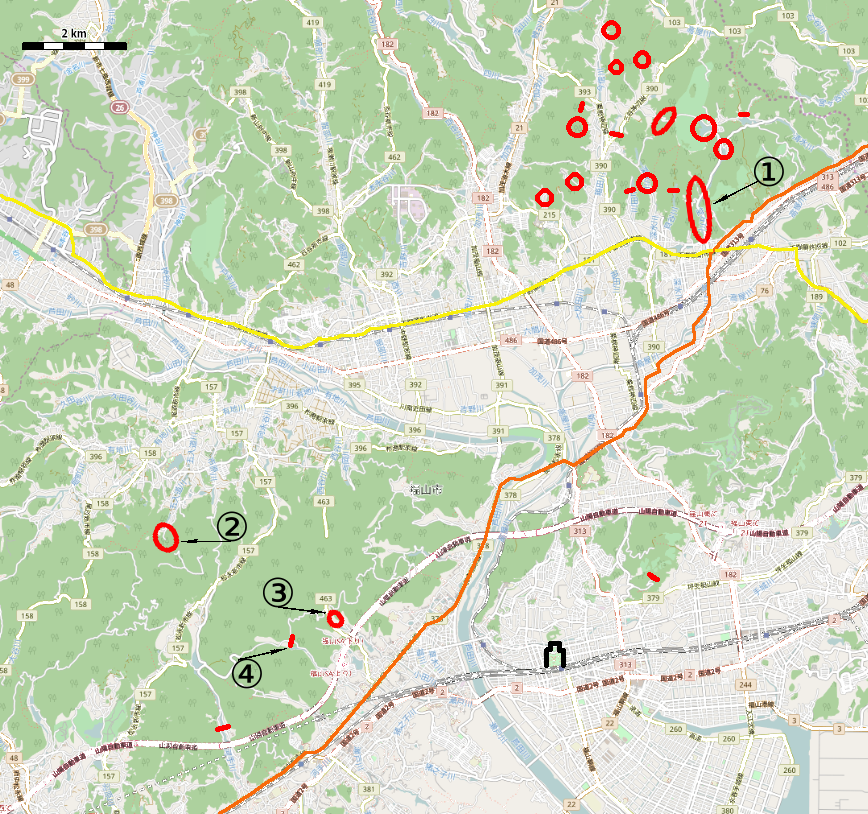
主な砂留。赤線が単体、赤丸が同水系に複数存在していることを示す。橙が西国街道、黄が石州街道。

### 代表例
広島県土木建設局東部建設事務所が紹介する 江戸時代の歴史的土木遺産 を列挙する。
堂々川砂留群
神辺町下御領・西中条の堂々川流域に造られた砂留群。流域には50基程度現存し、うち8基が2006年国の登録有形文化財に登録されている。
福山藩の現存する砂留のうち、史料では最初に作られた砂留であり、代表的な存在である。
別所砂留
芦田町福田の五入道川流域の小屋ヶ谷に造られた砂留群。2014年36基が発見され、うち規模の大きい14基含め良好な状態で現存している貴重な土木遺産として2015年11月土木学会選奨土木遺産に選定されている。
この地周辺の地質は粘板岩が主で表層は粘土であるため、他の砂留との構造的相違点がある。発掘調査は行われていないこと など、2018年現在調査研究中の砂留でもある。
俄谷砂留
山手町小田川流域の俄谷（にわかだに、にわきだに）に造られた砂留群。下流側に西国街道、上流に俄山弘法大師堂がある。
看板による説明など周辺整備されているのが俄谷下砂留・俄谷御趣法砂留の2つ、その上流側に未確認の砂留がいくつかある。史料としては文化9年（1812年）『山手村絵図』に2つとも描かれているためそれより前に作られていたと推定されている。
御趣法砂留は全4段からなり最頂部のみ明治時代に嵩上げされたもので、堤長66.0mは福山の砂留の中で最長。御趣法（金）とは、砂留普請のため幕府あるいは藩から支給された特別交付金を意味する。
本谷川砂留
津之郷町本谷川流域に江戸中期に造られたと推定されている砂留。俄谷砂留と同様に下流側に西国街道がある。
巨石の乱積という他に例のない積み方が用いられている。明治以降の嵩上工事が行われている。背後地は親水公園「本谷川砂防学習ゾーン」として整備されている。

### 一覧
以下、判明している砂留を示す。なお福山藩のものだけではなく近代に造られた同形式のものも示し、上記の代表例とは別のソースを用いているため若干数字が違うものもある。

#### 神辺町
| 名称                 | 規模(m)      | 規模(m)    | 普請時期（年）               | 改修・嵩上                 | 改修・嵩上                 | 改修・嵩上                 | 備考       |
| 名称                 | 高さ         | 長さ       | 普請時期（年）               | 明治                       | 大正                       | 昭和                       | 備考       |
| 堂々川水系           | 堂々川水系   | 堂々川水系 | 堂々川水系                   | 堂々川水系                 | 堂々川水系                 | 堂々川水系                 | 堂々川水系 |
| -------------------- | ------------ | ---------- | ---------------------------- | -------------------------- | -------------------------- | -------------------------- | ---------- |
| 堂々川一番砂留       | 3.2          | 20から9.6  | 安永2(1773)以前              | （一部のみ現存）           | （一部のみ現存）           | （一部のみ現存）           | 国登録     |
| 堂々川二番砂留       | 3.9          | 25.8       | 江戸後期?                    | -                          | ○                          | -                          | 国登録     |
| 堂々川三番砂留       | 3.86から5.86 | 36.2       | 天保3(1832)着工              | ○                          | -                          | -                          | 国登録     |
| 堂々川四番砂留       | 3.3          | 31.5       | 江戸後期?                    | ○                          | ○                          | -                          | 国登録     |
| 堂々川五番砂留       | 8.8          | 31.4       | 天保6(1835)?                 | 3度にわたる嵩上げ          | 3度にわたる嵩上げ          | 3度にわたる嵩上げ          | 国登録     |
| 堂々川六番砂留       | 13.3         | 55.8       | 安永2(1773)以前              | 4度にわたる嵩上げ          | 4度にわたる嵩上げ          | 4度にわたる嵩上げ          | 国登録     |
| 鳶ケ迫砂留           | 10.7         | 39.3       | 享保17(1732)?                | ○                          | -                          | -                          | 国登録     |
| 内廣砂留             | 3.8          | 6.2        | 江戸中期?                    | ○                          | -                          | -                          | 国登録     |
| 淀ガ池獅子渡下砂留   | 1.2          | 9.3        | 江戸中期?                    | ○                          | -                          | -                          |            |
| 淀ガ池へへり峠下砂留 | 1.0          |            | 江戸中期?                    | -                          | -                          | -                          |            |
| 淀ガ池東砂留         | 2.6          | 9.3        | 江戸中期?                    | -                          | -                          | -                          |            |
| 淀ガ池西砂留         |              |            | 江戸中期?                    | 昭和52(1777)現代堰堤に改築 | 昭和52(1777)現代堰堤に改築 | 昭和52(1777)現代堰堤に改築 |            |
| 清水川               |              |            |                              |                            |                            |                            |            |
| 大原池尻砂留         | 2.4          | 11.2       | 江戸中後期?                  | -                          | -                          | -                          |            |
| 大原池内侍ガ谷砂留   | 5.0          | 13.4       | 江戸中後期?                  | -                          | ○                          | -                          |            |
| 大原池内中山砂留     | 2.5          | 12.0       | 江戸中後期?                  | -                          | ○                          | -                          |            |
| 大原池内駒ガ爪砂留   | 4.5          | 12.0       | 天保年間(1830-1844)?         | -                          | -                          | -                          |            |
| 三反田池砂留         | 3.3          | 12.3       | 元治元(1864)?                | -                          | -                          | -                          |            |
| 貝谷川               |              |            |                              |                            |                            |                            |            |
| 貝谷砂留             | 6.1から7.6   | 34.1       | 江戸後期?                    | ○                          | -                          | ○                          |            |
| 貝谷下砂留           | （埋没）     | （埋没）   | （埋没）                     | （埋没）                   | （埋没）                   | （埋没）                   | （埋没）   |
| 深水川               |              |            |                              |                            |                            |                            |            |
| 深水砂留             | 3.6から4.1   | 25.4       | 安政元(1854)から元治元(1864) | ○                          | -                          | -                          |            |
| 深水古砂留           | 11.0         |            | 元文3(1738)より前            | ○                          | -                          | -                          |            |
| 彌谷砂留             | 7.2          | 20.5       | 江戸後期?                    | ○                          | -                          | -                          |            |
| 山田川               |              |            |                              |                            |                            |                            |            |
| 山田砂留             | 7.1          |            | 江戸後期?                    | ○                          | -                          | -                          |            |
| 今信川水系           |              |            |                              |                            |                            |                            |            |
| 海谷一番砂留         | 5.2          | 9.2        | 享保16(1731)頃               | -                          | -                          | -                          |            |
| 海谷二番砂留         | 2.0          | 7.2        | 享保16(1731)頃               | -                          | -                          | -                          |            |
| 海谷三番砂留         | 4.6          | 11.0       | 享保16(1731)以降             | -                          | -                          | ○                          |            |
| 海谷四番砂留         | 7.7          | 27.7       | 享保16(1731)以降             | -                          | -                          | ○                          |            |
| 末友上砂留           | 1.3          |            | 大正以降                     |                            |                            |                            |            |
| 末友下砂留           | 6.0          |            | 大正以降                     |                            |                            |                            |            |
| 軒田砂留             | 7.6          |            | 大正以降?                    |                            |                            |                            |            |
| 小部上砂留           | 10.2         | 33.0       | 江戸中期?                    | -                          | ○                          | ○                          |            |
| 小部下砂留           | 11.7         |            | 大正初期以降?                |                            |                            |                            |            |
| 小部古一番砂留       | 2.0          | 3.0        | 享保6(1721)頃                | -                          | -                          | -                          |            |
| 小部古二番砂留       | 5.0          | 3.0        | 享保6(1721)頃?               | -                          | -                          | -                          |            |
| 宮地砂留             | 3.2          | 5.0        | 享保8(1723)頃                | 明治以降嵩上げ             | 明治以降嵩上げ             | 明治以降嵩上げ             |            |
| 箱田川水系           |              |            |                              |                            |                            |                            |            |
| 国地右谷砂留         | 3.5          |            | 明治40(1907)頃?              |                            |                            |                            |            |
| 国地右谷下砂留       | 7.3          |            | 明治40(1907)頃?              |                            |                            |                            |            |
| 国地左谷砂留         | 3.9          |            | 明治40(1907)頃?              |                            |                            |                            |            |
| 西谷上砂留           | 5.0          |            | 享保14(1729)から享保15(1730) | -                          | ○                          | -                          |            |
| 西谷下砂留           | 7.6          |            | 享保14(1729)から享保15(1730) |                            |                            |                            |            |
| 圭峰古砂留           | 3.2          | 5.0        | 江戸中期?                    | -                          | -                          | -                          |            |
| 圭峰砂留             | 5.0から6.5   | 32.8       | 安政7(1860)                  | ○                          | -                          | -                          |            |
| 圭峰中砂留           | 5.5          |            |                              |                            |                            |                            |            |
| 寒々石樋尻迫砂留     | 4.5          | 5.0        | 江戸後期?                    | -                          | ○                          | -                          |            |
| 安光上砂留           | 5.8          |            | 大正5(1919)?                 | -                          | -                          | -                          |            |

#### 芦田町
| 名称           | 規模(m)  | 規模(m)  | 普請時期（年）   | 改修・嵩上 | 改修・嵩上 | 改修・嵩上 | 備考     |
| 名称           | 高さ     | 長さ     | 普請時期（年）   | 明治       | 大正       | 昭和       | 備考     |
| 小屋ヶ谷       | 小屋ヶ谷 | 小屋ヶ谷 | 小屋ヶ谷         | 小屋ヶ谷   | 小屋ヶ谷   | 小屋ヶ谷   | 小屋ヶ谷 |
| -------------- | -------- | -------- | ---------------- | ---------- | ---------- | ---------- | -------- |
| 別所一番砂留   | 6.44     | 26.5     | 宝暦14(1764)以前 | -          | -          | -          | 土木遺産 |
| 別所二番砂留   | 8.40     | 51.5     | 宝暦14(1764)以前 | -          | -          | -          | 土木遺産 |
| 別所三番砂留   | 3.77     | 55       | 宝暦14(1764)以前 | -          | -          | -          | 土木遺産 |
| 別所四番砂留   | 10.98    | 46.5     | 宝暦14(1764)以前 | -          | -          | -          | 土木遺産 |
| 別所五番砂留   | 6.50     | 51       | 宝暦14(1764)以前 | -          | -          | -          | 土木遺産 |
| 別所六番砂留   | 4.75     | 32       | 宝暦14(1764)以前 | -          | -          | -          | 土木遺産 |
| 別所七番砂留   | 8.74     | 55.4     | 宝暦14(1764)以前 | -          | -          | -          | 土木遺産 |
| 別所八番砂留   | 7.75     | 53       | 宝暦14(1764)以前 | -          | -          | -          | 土木遺産 |
| 別所九番砂留   | 12.01    | 32       | 宝暦14(1764)以前 | -          | -          | -          | 土木遺産 |
| 別所十番砂留   | 17.62    | 32       | 宝暦14(1764)以前 | -          | -          | -          | 土木遺産 |
| 別所十一番砂留 | 7.78     | 19.5     | 宝暦14(1764)以前 | -          | -          | -          | 土木遺産 |
| 別所十二番砂留 | 9.04     | 22.9     | 宝暦14(1764)以前 | -          | -          | -          | 土木遺産 |
| 別所十三番砂留 | 10.01    | 31       | 宝暦14(1764)以前 | -          | -          | -          | 土木遺産 |
| 別所十四番砂留 | 12.49    | 22       | 宝暦14(1764)以前 | -          | -          | -          | 土木遺産 |
| 大谷           |          |          |                  |            |            |            |          |
| 大谷一番砂留   | 5.49     | 26.3     |                  |            |            |            |          |
| 大谷二番砂留   | 8.6      | 35.9以上 |                  |            |            |            |          |
| 大谷三番砂留   | 6.23     | 30.4     |                  |            |            |            |          |
| 大谷四番砂留   | 13.93    | 36.2     |                  |            |            |            |          |
| 大谷五番砂留   | 8.22     | 27.2     |                  |            |            |            |          |
| 大谷六番砂留   | 5.01     | 24.7     |                  |            |            |            |          |

#### 山手町・津之郷町
| 名称                            | 場所               | 規模(m) | 規模(m) | 普請時期（年）                 | 改修・嵩上     | 改修・嵩上     | 改修・嵩上     | 備考   |
| 名称                            | 場所               | 高さ    | 長さ    | 普請時期（年）                 | 明治           | 大正           | 昭和           | 備考   |
| 小田川                          | 小田川             | 小田川  | 小田川  | 小田川                         | 小田川         | 小田川         | 小田川         | 小田川 |
| ------------------------------- | ------------------ | ------- | ------- | ------------------------------ | -------------- | -------------- | -------------- | ------ |
| 俄谷下砂留 （俄谷一番砂留）     | 小田川（山手町）   | 10.2    | 22.5    | 文化9(1812)以前から天保5(1834) | 明治以降嵩上げ | 明治以降嵩上げ | 明治以降嵩上げ |        |
| 俄谷御趣法砂留 （俄谷二番砂留） | 小田川（山手町）   | 8.4     | 60.0    | 嘉永元(1848)                   | 明治以降嵩上げ | 明治以降嵩上げ | 明治以降嵩上げ |        |
| 本谷川                          |                    |         |         |                                |                |                |                |        |
| 本谷砂留                        | 本谷川（津之郷町） | 8.0     | 38.0    | 江戸中期?                      | 明治以降嵩上げ | 明治以降嵩上げ | 明治以降嵩上げ |        |

#### 赤坂町・本郷町
| 名称         | 場所             | 規模(m) | 規模(m) | 普請時期（年） | 改修・嵩上              | 改修・嵩上              | 改修・嵩上              | 備考                       |
| 名称         | 場所             | 高さ    | 長さ    | 普請時期（年） | 明治                    | 大正                    | 昭和                    | 備考                       |
| 大谷川       | 大谷川           | 大谷川  | 大谷川  | 大谷川         | 大谷川                  | 大谷川                  | 大谷川                  | 大谷川                     |
| ------------ | ---------------- | ------- | ------- | -------------- | ----------------------- | ----------------------- | ----------------------- | -------------------------- |
| 第一本郷砂留 | 大谷川（山手町） |         |         |                | -                       | -                       | -                       |                            |
| 第二本郷砂留 | 大谷川（山手町） |         |         |                | -                       | -                       | -                       | 砂留としては機能していない |
| 第三本郷砂留 | 大谷川（山手町） | 8       | 38      | 1787年         | 明治末期までに4回嵩上げ | 明治末期までに4回嵩上げ | 明治末期までに4回嵩上げ | 砂留としては機能していない |
| 河手川砂留   | 河手川（赤坂町） | 5.2     | 3.5     | 江戸後期?      | -                       | -                       | -                       |                            |

#### その他
| 名称               | 場所               | 規模(m)            | 規模(m)            | 普請時期（年）     | 改修・嵩上         | 改修・嵩上         | 改修・嵩上         | 備考               |
| 名称               | 場所               | 高さ               | 長さ               | 普請時期（年）     | 明治               | 大正               | 昭和               | 備考               |
| 芦田川下流部左岸側 | 芦田川下流部左岸側 | 芦田川下流部左岸側 | 芦田川下流部左岸側 | 芦田川下流部左岸側 | 芦田川下流部左岸側 | 芦田川下流部左岸側 | 芦田川下流部左岸側 | 芦田川下流部左岸側 |
| ------------------ | ------------------ | ------------------ | ------------------ | ------------------ | ------------------ | ------------------ | ------------------ | ------------------ |
| 綱木上谷砂留       | 綱木谷（蔵王町）   | 4.4                | 4.2                | 江戸中期?          | （機能していない） | （機能していない） | （機能していない） | （機能していない） |

## 参考資料
- 広島県土木建設局砂防課「福山藩砂留案内」（PDF）、広島県、2017年5月18日閲覧。
- 高梨和行、花房秀俊、松田和男「福山藩砂留の構造 (歴史的背景と構造種類)」『砂防学会誌』第50巻、砂防学会、1997年 - 1998年、45-51頁、doi:10.11475/sabo1973.50.45、2017年5月18日閲覧。
- 下江勉、恵柳信政「江戸時代の渓流砂防 福山藩の砂留」『砂防学会誌』第30巻、砂防学会、1977年 - 1978年、22-27頁、doi:10.11475/sabo1973.30.3_22、2017年5月18日閲覧。
- 国土交通省「芦田川水系流域及び河川の概要」（PDF）、2017年5月18日閲覧。